# Этнография детства
Этнография детства — междисциплинарная отрасль, между этнографией, психологией и социологией.

## История
Зарождение дисциплины было обусловлено трудами Маргарет Мид и Бенедикт Рут.
После исследований 1920-нач. 1930-х гг. этнографические исследования детства продолжились в 1950—1960-е гг. Вышли публикации финской исследовательницы Леа Виртанен, английских исследователей Питера и Айоны Опи (1959), М. и Г. Кнапп.
В СССР данная проблема разрабатывалась под руководством и по научной программе И. С. Кона научными сотрудниками Института этнографии и антропологии, итогом нескольких лет коллективной работы стал выпуск трёх сборников «Этнография детства». 
В России «этнография детства» всё чаще выступает под именем «культурной антропологии детства». 

## Маргарет Мид и становление учения
Известный исследователь-этнограф, которая в своих трудах разложила понятие «этнография детства» на три части:
- Постфигуративный — молодое поколение учится у старшего
- Кофигуративный — молодое поколение берёт пример со сверстников
- Префигуративный — старшее поколение берёт пример с младшего.

Маргарет Мид изучала поведение детей, воздействие на их психологию родителей. Вместе с Абрамом Кардинером стала одним из лидеров психологической антропологии.
Как пишет А. В. Говорунов не обошлось без курьёзов, так М. Мид написала о том, что отсутствие навыков к самоуправлению в России служит тугое пеленание младенцев, непозволяющее самостоятельного движения в детстве. Этим исследователь показывала, что уже с младенчества все были подчинены распорядку дня и лишь только совершеннолетие даёт максимальную свободу.

## Понятие «основная личность» и её критика
Основанное А. Карднером новое, психоаналитическое направление в этнографии, получившее своё название как психологическая школа. В её основе был психоанализ детства, как последнее влияет на будущее человека: 
«Основная личность» должна быть общей (или модальной) для общества и психологически центральной в том смысле, что она является генетическим источником различных поведенческих проявлений. И что самое важное, предполагалось, что эта личностная структура является наиболее удобной для преобладающих институций и этосов общества. Другими словами, основная личностная структура состоит из тех диспозиций, концепций, способов отношения с другими и т. п., которые делаю человека максимально восприимчивым к культурным моделям и идеологиям, что помогает ему достигнуть адекватности и безопасности в рамках существующего порядка."
А. Кардинер разделил модели психологического сознания на части:
- Первичные общественные институции — определяют характер личности (ср.: Э.Крепелин), степень невроза и другие.
- Вторичные общественные институции — проекция «основной личностной структуры», порождение.

### Разгром психологической школы
Уже в ранних работах намечались открытый расизм и ксенофобия, так А. Кардинер пишет что у афроамериканцев.
«…Убогая внутренняя жизнь»; они страдают от недостаточно развитого чувства собственного достоинства; основной тип личности негра — это «карикатура на соответствующую личность белого»; негры «мстительны и злобны»; они испытывают патологическое чувство неполноценности; психика негров деформирована. «Печать угнетения»

### Мнение Сергея Александровича Токарева
Известный этнограф не согласился со мнением А. Кардинера и психологической школы. Так он пишет: «Понятие „основной личности“ стало в руках этнопсихологов некоей отмычкой для раскрытия особенностей каждой отдельной культуры. Какова основная личность, такова и культура. Например, на острове Алор женщины постоянно заняты земледельческими работами, поэтому они мало могут уделять внимания своим детям, даже грудным: кормят их нерегулярно и скудно, не учат их говорить, ходить и пр.; из-за этого у ребёнка развивается сложное, противоречивое отношение к матери: и тоска по материнской заботе, и чувство одиночества и заброшенности, и недоверие к матери, даже вражда к ней».
В своих работах А. Кардинер резко изменил отношения к ряду народов, в том числе и своей ученице Кора ДюБуа.
С. А. Токарев называет именно примат личности над обществом главной слабостью концепции психологической школы в этнографии, доказательством чего служили ошибки и о народах острова Алор, племени команчи и других.

Несостоятельность этнопсихологической школы, которая особенно проявилась в 1952 году, привела к возникновению новых течений в антропологии. Уже при жизни А. Кардинера его соратники Р. Линтон и Р. Бенедикт и др., отходят от понятия «основная личность» и этнопсихологии. После того, как обнаружилось, что Кардинер приписывал себе полевые этнографические материалы своих учеников, школа прекратила своё существование:
«В конце концов идейный вождь этнопсихологов Абрам Кардинер, оставшийся, видимо, генералом без армии, начал действовать весьма своеобразно. В своих, последних книгах он приписывает уже одному себе исследования, проделанные в своё время его сторонниками под его редакцией, и о некоторых из этих бывших сторонников упоминает лишь вскользь и иронически, других замалчивает совсем. Рассматривая подробно те же фактические данные по народам танала, маркизцам, команчам, собранные Ральфом Линтоном, он даже не упоминает имени этого исследователя, создавая впечатление, будто он сам собрал эти сведения. Между тем Кардинер никогда и нигде не вёл полевой этнографической работы. За такие, можно сказать, небывалые приёмы „научной деятельности“ очень резко критиковал Кардинера его же прежний единомышленник Жорж Девере»

## Бенедикт Рут и понятие об этосе
В 1934 году Рут Бенедикт напишет книгу «Модели культуры», именно в ней она развивает новую теорию о том, что у каждой культуры есть стержень, который и составляет основу нации — этос. Этос — по мнению Рут Бенедикт, определяющая конфигурация элементов культуры, её основополагающая основа
Понятие «Хризантема и меч» исходит, по мнению Б. Рут, из противоречий японского национального характера, «сотканного» по её мнению из сплошных противоречий. Образ их культуры есть соединение неуместного — агрессивность и миролюбие, робость и подавленность и другие.

### Концепция «подобающего места»
Основная концепция исследовательницы. Главным в японском обществе она видела иерархию — структура долга — «он», доказывая, что жизнь без такого деления в данном обществе невозможна.